# 고려왕릉
고려왕릉(高麗王陵)은 고려의 역대 국왕과 왕비의 무덤으로 개성, 장풍군, 인천광역시 강화군에 위치한다.

## 개요
고려의 역대 국왕과 왕비, 추존왕과 추존왕비의 능으로, 폐위된 우왕과 창왕의 능은 조성되지 않았으며 우왕의 생모인 순정왕후의 의릉(懿陵)은 1389년 12월 철거되었다. 마지막 왕인 공양왕의 능은 2기가 존재하나 어느 것이 진짜 무덤인지 불확실하다.
개성을 수도로 두었던 고려왕조의 역사성으로 인해서 일부 왕릉을 제외한 나머지가 대부분 북한 지방에 많이 존재하는 편이며 강화 천도기에 만들어진 고려왕릉 5기가 대한민국에 존재한다.
고려의 왕릉은 개성 부근 산악지대에 분포하고 있으며, 능의 소재가 분명한 것은 태조의 능인 현릉(顯陵)을 비롯한 19릉이다. 고려의 왕릉은 이민족의 침입과 병란으로 인한 도굴 및 조선시대의 개축 등을 거치면서 원형이 많이 변하였으나, 현릉, 소릉과 칠릉군(七陵群)은 원형이 비교적 잘 보존되어 세계문화유산에 등록되었다.
왕릉의 발굴과 관련하여 2016년 6월, 북한 개성에서 9대 덕종의 숙릉과 10대 정종(靖宗)의 주릉 등 고려왕릉 2기가 새롭게 발굴되었다.
고려왕릉의 능역은 남북으로 긴(18×36m) 장방형에 돌담은 동서북 3면으로 두르고 능 앞에는 위에서부터 아래로 내려오면서 네 개의 층을 두고 단이 낮아져 최상단에는 능과 석상, 망주석이, 제2단에는 장명등을 사이에 두고 문석인을 세웠으며, 제3단에는 무석인을, 제4단에는 정자각과 능비를 세웠다. 능의 봉분 높이는 3∼5m이며 지름은 6∼9m 정도로 그 하부는 신라 왕릉에서처럼 면석과 십이지상의 호석을 둘렀고 그 밖으로 돌난간과 석수가 배치되었다.
919년 철원에서 개경으로 천도하면서 대다수의 왕릉은 개경과 경기 주변에 설치되었으나 1232년 몽고의 침입으로 수도를 강화도로 천도하면서 1270년 개경으로 환도하기까지 38년동안 왕릉은 강화도에 축조되었다. 희종의 석릉, 성평왕후의 소릉, 원덕왕후의 곤릉, 고종의 홍릉, 순경태후의 가릉을 포함하여 경기도 고양시와 강원특별자치도 삼척에 위치한 공양왕릉이 고려 왕릉중 유일하게 대한민국에 위치한다. 인천광역시는 국립강화문화재연구소를 설립하고 강화 고려왕릉의 세계문화유산을 추진하고 있다.
공민왕과 노국공주가 묻힌 현정릉은 고려 왕릉중 유일하게 쌍봉 형식의 왕릉으로, 봉분 내부에 석실이 존재하며 석실안에는 벽화가 그려져 있고, 현릉과 정릉을 연결하는 작은 통로가 뚫려있는데, 기존에 없었던 새로운 형태의 왕릉이다.

## 세계문화유산
태조 왕건과 신혜왕후 유씨의 합장릉인 현릉(顯陵), 공민왕과 노국공주가 묻힌 현정릉(玄正陵), 충목왕의 명릉(明陵)을 포함한 3개의 왕릉군인 명릉군(明陵群), 피장자가 명확하지 않은 현릉 북서쪽의 왕릉 7기를 포함한 칠릉군(七陵群)이 2013년 6월 23일, 프놈펜에서 열린 제37차 유네스코 세계유산위원회(WHC) 회의에서 세계문화유산으로 등록되었다.

## 도굴 및 약탈
- 1059년 (문종 13년) 음력 5월, 태조의 현릉 묘실에 도둑이 들어 능실시위대장군 은정(殷貞) 등을 하옥하고 벌을 내렸다.[5]
- 1208년 (희종 4년) 도적이 안종의 무릉을 도굴하였다.
- 1217년 (고종 4년) 거란군이 공예태후의 순릉을 도굴하였다.[6]
- 1255년 (고종 42년) 몽고의 침략으로 훼손된 명종의 지릉을 보수하였다.
- 1256년 (고종 43년) 도적이 강종의 능을 파헤쳤다.
- 1288년 (충렬왕 14년) 도적이 목종과 선정왕후의 의릉을 도굴하여 은그릇을 가져갔다.[7]
- 1332년 (충혜왕 2년) 음력 2월, 충렬왕비 제국대장공주의 고릉이 도굴당하다.[8]
- 1365년 (공민왕 14년) 음력 3월, 왜적이 창릉을 침범해 세조의 영정을 탈취하여 새로 봉안하였다.[9]
- 일제강점기에 인종의 장릉 도굴과정에서 황통 6년명 인종시책문과 국보 제94호 청자참외모양병이 출토되어 유출되었다.[10]

## 왕릉 목록

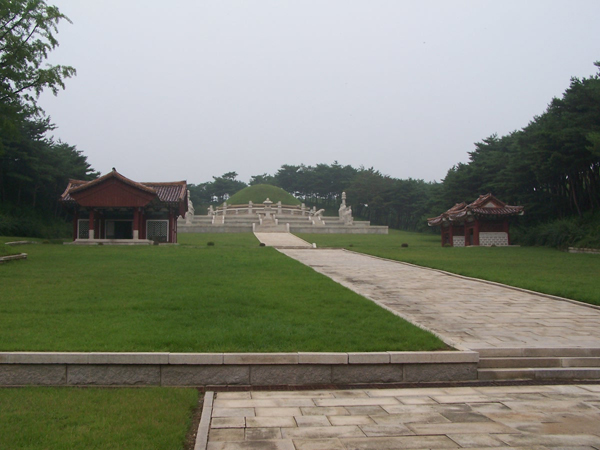
태조왕건릉

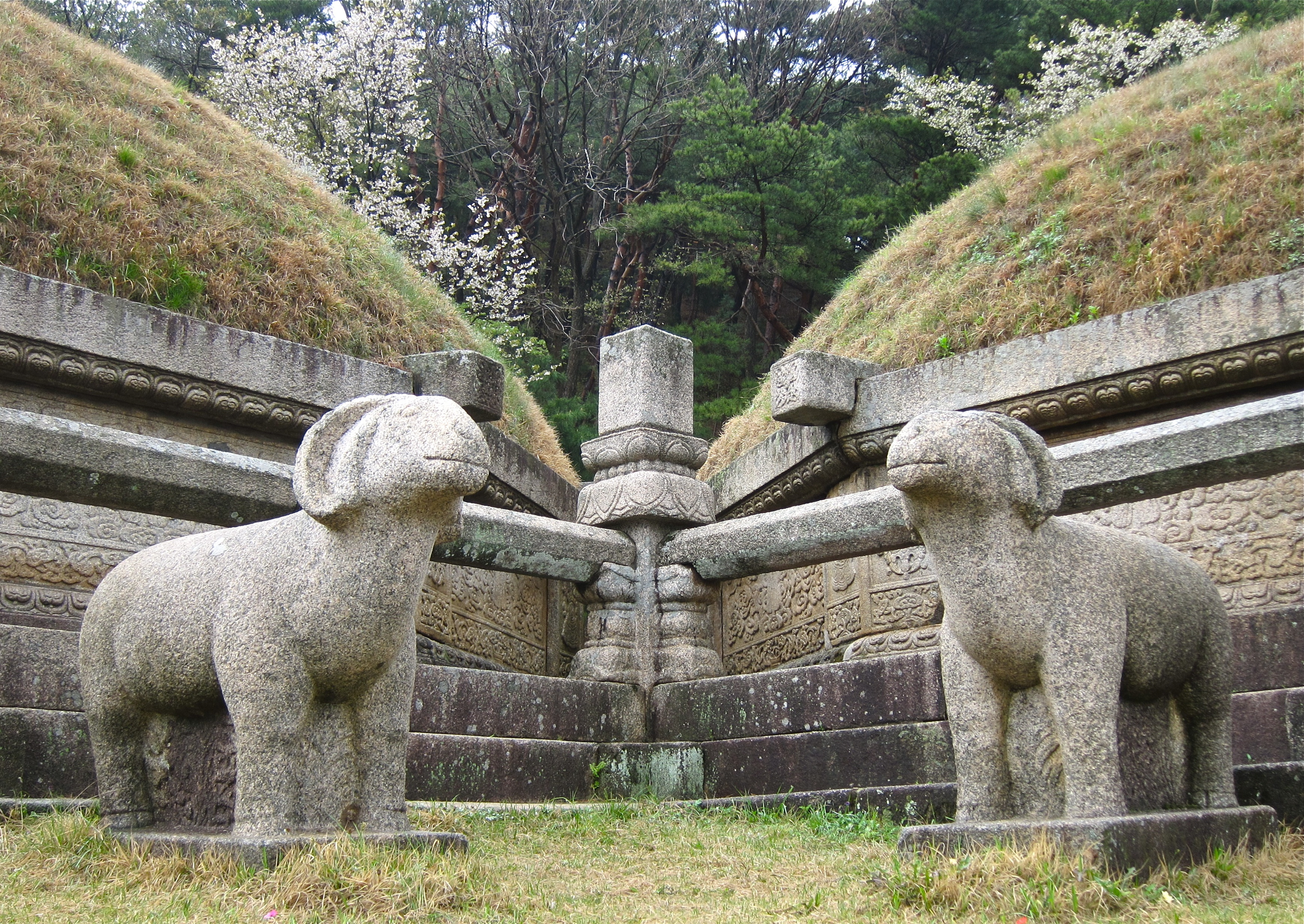
공민왕릉의 양 조각상

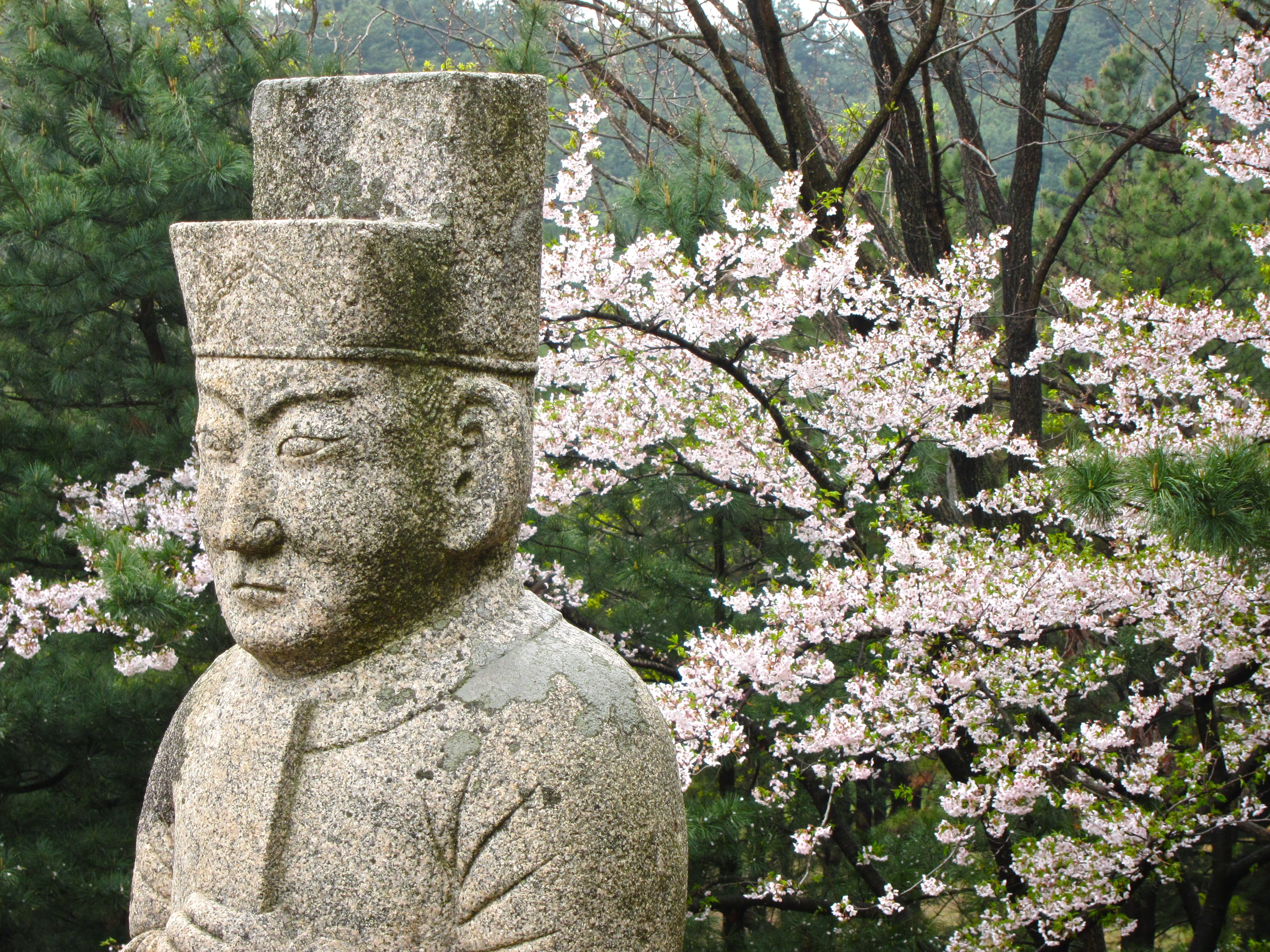
공민왕릉의 조각상

| 대     | 묘호 및 시호  | 능호                     | 능호                     | 피장자                                   | 건립시기                    | 소재지                             | 지정번호                                                        |
| ------ | ------------- | ------------------------ | ------------------------ | ---------------------------------------- | --------------------------- | ---------------------------------- | --------------------------------------------------------------- |
| 추존   | 의조 懿祖     | 온혜릉                   | 溫鞋陵                   | 의조                                     | 미상                        |                                    |                                                                 |
| 추존   | 세조 世祖     | 창릉                     | 昌陵                     | 세조-위숙왕후                            | 미상                        | 황해북도 개풍군 남포리             | 북한 보존급유적 제554호                                         |
| 제1대  | 태조 太祖     | 현릉 수릉 정릉           | 顯陵 壽陵 貞陵           | 태조-신혜왕후 신정왕후 신성왕후          | 943년 983년 1010년          | 황해북도 개풍군 중서면             | 유네스코 세계문화유산 북한 국보 제179호 북한 보존급유적 제573호 |
| 제2대  | 혜종 惠宗     | 순릉                     | 順陵                     | 혜종-의화왕후                            | 945년                       | 개성 가하동                        | 북한 보존급유적 제946호                                         |
| 제3대  | 정종 定宗     | 안릉                     | 安陵                     | 정종-문공왕후                            | 949년                       | 개풍군                             | 북한 보존급유적 제552호                                         |
| 제4대  | 광종 光宗     | 헌릉                     | 憲陵                     | 광종                                     | 975년                       | 개풍군 영남면                      | 북한 보존급유적 제545호                                         |
| 추존   | 대종 戴宗     | 태릉                     | 泰陵                     | 대종-선의왕후                            | 981년                       | 개풍군 중서면 곡잠리               |                                                                 |
| 추존   | 안종 安宗     | 무릉                     | 武陵                     | 안종                                     | 1017년                      | 개풍군 영남면                      |                                                                 |
| 제5대  | 경종 景宗     | 영릉 유릉 원릉           | 榮陵 幽陵 元陵           | 경종-헌숙왕후 헌애왕후 헌정왕후          | 981년 1029년 1009년         | 개성 황해북도 장풍군 현화리        | 북한 보존급유적 제569호 북한 보존급유적 제571호                 |
| 제6대  | 성종 成宗     | 강릉                     | 康陵                     | 성종-문덕왕후                            | 997년                       | 개성                               |                                                                 |
| 제7대  | 목종 穆宗     | 의릉                     | 義陵                     | 목종-선정왕후                            | 1012년                      | 개성                               |                                                                 |
| 제8대  | 현종 顯宗     | 선릉 화릉 회릉 명릉 의릉 | 宣陵 和陵 懷陵 明陵 宜陵 | 현종 원정왕후 원혜왕후 원성왕후 원평왕후 | 1031년 1018년 1022년 1028년 | 개풍군 해선리                      | 북한 보존급유적 제547호                                         |
| 제9대  | 덕종 德宗     | 숙릉 질릉                | 肅陵 質陵                | 덕종 경성왕후                            | 1034년 1086년               | 개풍군                             |                                                                 |
| 제10대 | 정종 靖宗     | 주릉 현릉                | 周陵 玄陵                | 정종 용신왕후                            | 1046년 1036년               |                                    |                                                                 |
| 제11대 | 문종 文宗     | 경릉 대릉                | 景陵 戴陵                | 문종 인예왕후                            | 1083년 1092년               |                                    | 북한 보존급유적 제570호                                         |
| 제12대 | 순종 順宗     | 성릉                     | 成陵                     | 순종-선희왕후                            | 1083년                      | 개성                               | 북한 보존급유적 제568호                                         |
| 제13대 | 선종 宣宗     | 인릉                     | 仁陵                     | 선종-사숙왕후                            | 1094년                      |                                    |                                                                 |
| 제14대 | 헌종 獻宗     | 은릉                     | 隱陵                     | 헌종                                     | 1097년                      |                                    |                                                                 |
| 제15대 | 숙종 肅宗     | 영릉 숭릉                | 英陵 崇陵                | 숙종 명의왕후                            | 1105년 1112년               | 개성                               | 북한 보존급유적 제569호                                         |
| 제16대 | 예종 睿宗     | 유릉 자릉 수릉           | 裕陵 慈陵 綏陵           | 예종 경화왕후 순덕왕후                   | 1122년 1109년 1118년        | 개풍군 청교면                      |                                                                 |
| 제17대 | 인종 仁宗     | 장릉 순릉                | 長陵 純陵                | 인종 공예왕후                            | 1146년 1183년               | 개풍군 청교면 장릉리               |                                                                 |
| 제18대 | 의종 毅宗     | 희릉                     | 禧陵                     | 의종-장경왕후                            | 1175년                      |                                    |                                                                 |
| 제19대 | 명종 明宗     | 지릉                     | 智陵                     | 명종-의정왕후                            | 1202년                      | 황해북도 장풍군                    |                                                                 |
| 제20대 | 신종 神宗     | 양릉 진릉                | 陽陵 眞陵                | 신종 선정왕후                            | 1204년 1222년               | 개풍군 청교면 양릉리               | 북한 보존급유적 제553호                                         |
| 제21대 | 희종 熙宗     | 석릉 소릉                | 碩陵 紹陵                | 희종 성평왕후                            | 1237년 1247년               | 인천광역시 강화군                  | 대한민국 사적 제369호                                           |
| 제22대 | 강종 康宗     | 후릉 곤릉                | 厚陵 坤陵                | 강종 원덕왕후                            | 1213년 1239년               | 개풍군 영남면 인천 강화군          | 대한민국 사적 제371호(곤릉)                                     |
| 제23대 | 고종 高宗     | 홍릉                     | 洪陵                     | 고종                                     | 1259년                      | 인천 강화군                        | 대한민국 사적 제224호                                           |
| 제24대 | 원종 元宗     | 소릉 가릉                | 韶陵 嘉陵                | 원종 정순왕후                            | 1274년 1237년               | 개성 룡흥리 내동 인천 강화군       | 북한 보존급유적 제562호 대한민국 사적 제370호                   |
| 제25대 | 충렬왕 忠烈王 | 경릉 고릉                | 慶陵 高陵                | 충렬왕 장목왕후                          | 1308년 1297년               | 개성 고릉동                        |                                                                 |
| 제26대 | 충선왕 忠宣王 | 덕릉                     | 德陵                     | 충선왕                                   | 1325년                      |                                    |                                                                 |
| 제27대 | 충숙왕 忠肅王 | 의릉 영릉                | 毅陵 令陵                | 충숙왕 공원왕후                          | 1339년 1380년               |                                    |                                                                 |
| 제28대 | 충혜왕 忠惠王 | 영릉 경릉                | 永陵 頃陵                | 충혜왕 덕녕공주                          | 1344년 1375년               |                                    |                                                                 |
| 제29대 | 충목왕 忠穆王 | 명릉                     | 明陵                     | 충목왕                                   | 1349년                      | 개풍군 중서면 여릉리               | 유네스코 세계문화유산 북한 보존급유적 제549호                   |
| 제30대 | 충정왕 忠定王 | 총릉                     | 聰陵                     | 충정왕                                   | 1352년                      | 개풍군 청교면                      |                                                                 |
| 제31대 | 공민왕 恭愍王 | 현릉 정릉                | 玄陵 正陵                | 공민왕 노국공주                          | 1372년 1365년               | 개풍군 중서면 여릉리               | 유네스코 세계문화유산 북한 국보 제123호                         |
| 제32대 | 우왕 禑王     |                          |                          |                                          |                             |                                    |                                                                 |
| 제33대 | 창왕 昌王     |                          |                          |                                          |                             |                                    |                                                                 |
| 제34대 | 공양왕 恭讓王 | 고릉 공양왕릉            | 高陵 恭讓王陵            | 공양왕-순비 노씨                         | 미상                        | 경기도 고양시 덕양구 강원도 삼척시 | 대한민국 사적 제191호 강원기념물 제71호                         |

## 기타
- 고려
- 개성역사유적지구
- 신라왕릉
- 조선왕릉